# Adjuvilo
Adjuvilo es una lengua creada por Claudius Colas (bajo el seudónimo de «Profesoro V. Esperema») en 1908. Aunque era un idioma completo, nunca fue creado para hablarse; Colas lo creó para ayudar a crear disensión en los crecientes movimientos del ido.
Un ejemplo de Adjuvilo, el a menudo traducido Padre nuestro:
Patro nosa, qua estan en cielos, santa esten tua nomo, advenen tua regno, esten tua volo, quale en cielos, tale anke sur la tero; nosa panon omnadaga donen a nos hodie; nosas ofendos pardonen a nos, quale nos pardonan a nosas ofendantos e ne lasen nos fali en tento, ma liberifen nos de malbono.